# 四分之一音差中全律
四分之一音差中全律或稱四分之一音差中庸全音律，是中庸全音律的一种，应用于巴洛克时代前后。
为了确保大三度的和谐，把纯五度音程略微缩小，并且把大全音（8/9）和小全音（9/10）折中了。

## 原理
先来看看十七度音程，比如D4到F6#的音程有两种算法。
- 4个纯五度相加(即D4-A4-E5-B5-F6#)，或者
- 2个八度加大三度(即D4-D5-D6-F6#)

十七度在五度相生律使用四个纯正的五度(3/2)相加的方法，即
{\displaystyle \left({3 \over 2}\right)^{4}={81 \over 16}={80 \over 16}\cdot {81 \over 80}=5\cdot {81 \over 80}}
而纯律使用纯正大三度(5/4)加两个八度的方法：
{\displaystyle 2\cdot {2 \over 1}\cdot {5 \over 4}=5}
也就是说五度相生律的大三度是81/64，比纯律大81/80，并不纯正。两者的差叫普通音差，約21.506音分。
{\displaystyle 1200\lg {81 \over 80}\ {\hbox{cents}}\approx 21.506\ {\hbox{cents}}}
纯律十七度的频率比(5/1)，不等于纯五度频率比(3/2)的四次方。所以把1/4普通音差从纯五度减去，形成四分之一音差中全律。
设五度频率比为x，则其四次方为5。
{\displaystyle x^{4}=5\ }
所以这种五度的频率比是
{\displaystyle x={\sqrt[{4}]{5}}=5^{1/4}}
这便是四分之一音差中全律的五度，約696.578音分。
{\displaystyle 5^{1/4}\approx 1.495349=1200\lg 5^{1/4}\ {\hbox{cents}}\approx 696.578\ {\hbox{cents}}}
它比纯正的五度稍小。
{\displaystyle 3/2=1.5=1200\lg {3 \over 2}\ {\hbox{cents}}\approx 701.955\ {\hbox{cents}}}
两者的差是1/4普通音差。
{\displaystyle \approx 701.955-696.578\approx 5.377\approx {21.506 \over 4}\ {\hbox{cents}}}
半音阶的十二个音，可由五度乘除得来。除了音高，与五度相生律性质完全相同。
下表以D为起点算出每个音，列出从D开始的音程以及频率比和音分。算式的{\displaystyle x={\sqrt[{4}]{5}}=5^{1/4}}是五度，以此类推。
| 音名 | 从D开始的音程 | 計算式                                                        | 比率   | 音分   |
| ---- | ------------- | ------------------------------------------------------------- | ------ | ------ |
| A♭   | 減五度        | {\displaystyle x^{-6}\cdot 2^{4}={\frac {16{\sqrt {5}}}{25}}} | 1.4311 | 620.5  |
| E♭   | 小二度        | {\displaystyle x^{-5}\cdot 2^{3}={\frac {8{\sqrt {5}}x}{25}}} | 1.0700 | 117.1  |
| B♭   | 小六度        | {\displaystyle x^{-4}\cdot 2^{3}={\frac {8}{5}}}              | 1.6000 | 813.7  |
| F    | 小三度        | {\displaystyle x^{-3}\cdot 2^{2}={\frac {4x}{5}}}             | 1.1963 | 310.3  |
| C    | 小七度        | {\displaystyle x^{-2}\cdot 2^{2}={\frac {4{\sqrt {5}}}{5}}}   | 1.7889 | 1006.8 |
| G    | 纯四度        | {\displaystyle x^{-1}\cdot 2^{1}={\frac {2{\sqrt {5}}x}{5}}}  | 1.3375 | 503.4  |
| D    | 一度          | {\displaystyle x^{0}\cdot 2^{0}=1}                            | 1.0000 | 0.0    |
| A    | 纯五度        | {\displaystyle x^{1}\cdot 2^{0}=x}                            | 1.4953 | 696.6  |
| E    | 大二度        | {\displaystyle x^{2}\cdot 2^{-1}={\frac {\sqrt {5}}{2}}}      | 1.1180 | 193.2  |
| B    | 大六度        | {\displaystyle x^{3}\cdot 2^{-1}={\frac {{\sqrt {5}}x}{2}}}   | 1.6719 | 889.7  |
| F♯   | 大三度        | {\displaystyle x^{4}\cdot 2^{-2}={\frac {5}{4}}}              | 1.2500 | 386.3  |
| C♯   | 大七度        | {\displaystyle x^{5}\cdot 2^{-2}={\frac {5x}{4}}}             | 1.8692 | 1082.9 |
| G♯   | 增四度        | {\displaystyle x^{6}\cdot 2^{-3}={\frac {5{\sqrt {5}}}{8}}}   | 1.3975 | 579.5  |

与五度相生律相同，这里的A♭和G#不一样。在半音阶中，一般省略A♭。（但也有省略G#的）这里G♯到E♭的“五度”音程比純正的五度还要大。抱恨这个五度的和弦会发生顕著的不和谐（像狼叫一样），称为狼音(Wolf interval)。而且，包含狼音五度的4个五度组合出来的十七度（大三度）也很不和谐。所以限制了調的选择。使用四分之一音差中全律的乐曲一般調号在三个#或两个♭之间。

### 四分之一音差中全律与平均律、五度相生律
此音律同样的半音数目有两种音程。可参见右表。

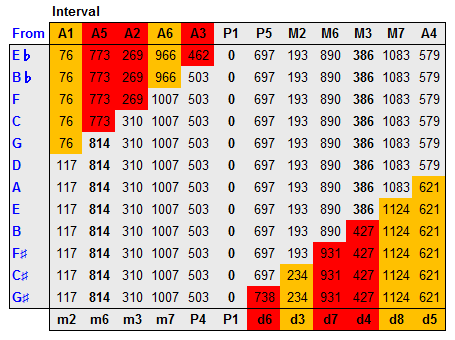
从D开始的音程音分值。音程名是英语简写（例：五度→P5）。一般银用粗体，狼音是红色背景。

四分之一音差中全律的11个纯五度比纯正的纯五度少1/4普通音差，約696.6音分。 剩下一个約737.6音分的音程（狼音五度）。它是異名同音的音程，正确说法是减六度。它们的平均値是700音分，即平均律的五度。
- 9个小三度約310.3音分，其他3个是增二度約269.2音分，平均値300音分。
- 8个大三度約386.3音分，其他4个是減四度で約427.4音分，平均値400音分。
- 7个自然半音(小二度)約117.1音分，其他4个是变化半音(增一度)約76.0音分，平均値100音分。

可以看出，四分之一音差中全律的音程大小关系和五度相生律是反着的。

## 調音法
这是四分之一音差中全律在键盘乐器上的調音法（可参考给巴洛克乐团）（C为基准）。
- 确定C和E之間的G、D、A
  - 用音叉定小字一组的C。
  - C上的E调整到无拍音（即纯律大三度）。
  - C下的F、降B暂按五度相生律确定。
  - E上的B、升F暂从E按纯正五度确定。
  - 暂定的降B和升F中间按不和谐感最小的方法确定D。（角平分线）
  - D和C之間同样按不和谐感最小的方法确定G。（角平分线）
  - D和E之間再按这种方法确定A。

于是四分之一音差中全律的五度确定完成。
- 从五度和大三度定律
  - 按纯律大三度从G下得降E，上得B。
  - 再按纯律大三度从D下得降B、上得升F。
  - 再按纯律大三度从A下得F，上得升C。
  - 再按纯律大三度从C上得升G。

- 最后一步
  - 把这十二个音扩展到别的八度。